# باري روز
باري روز (بالإنجليزية: Barry Rose)‏ هو لاعب كرة قدم أمريكية أمريكي، ولد في 28 يوليو 1968 في هدسون في الولايات المتحدة.